# هنری گلدینگ
هنری گلدینگ (انگلیسی: Henry Golding؛ زادهٔ ۵ فوریهٔ ۱۹۸۷) هنرپیشه، مدل، مجری تلویزیون اهل بریتانیا است.
از فیلم‌ها یا برنامه‌های تلویزیونی که وی در آن نقش داشته‌است می‌توان به آسیایی‌های خرپول، یک لطف ساده، آخرین کریسمس، و آقایان اشاره کرد.